# André de Gorostarzu
André de Gorostarzu ou Goros (né le 14 juillet 1899 à Saubrigues et mort le 8 septembre 1980 à Labenne) est un militaire français et un colonel d'aviation.

## Biographie

### Formation
D'origine basque, sa famille vient du village de Saint-Vincent-de-Tyrosse. Il étudie à l'École spéciale militaire de Saint-Cyr, promotion 1918. Cavalier, il rejoint l'Armée de l'air française et devient capitaine d'une escadrille de chasse à Pau où les pilotes américains de l'escadrille La Fayette furent formés.

### Carrière
Le 15 décembre 1936, il est envoyé par le colonel Louis Rivet en Espagne, au sein de la Légion Condor, engagée par la Luftwaffe au service des nationalistes. Attaché de l'air à Saint-Sébastien puis à Madrid, du chef de la Cagoule, il rend un premier rapport en août 1937. En 1939, Philippe Pétain est alors ambassadeur de France en Espagne auprès du général Francisco Franco.

### Vichy
Il devient membre du cabinet civil du maréchal Pétain dès mai 1940, avec Henry du Moulin de Labarthète. Il va chercher Henri d'Orléans, « comte de Paris », à Rabat avec son bimoteur Glenn Martin, pour le présenter au maréchal, le 6 août 1942, au château de Charmeil, mais cette rencontre reste sans suite. 
Pétain l'envoie alors rencontrer l'amiral William Leahy pour reprendre contact avec les Américains depuis Lisbonne et trouve le colonel Solborg.

#### Renseignement
Il reçoit la Médaille de la Liberté des américains pour son rôle dans la direction et l'organisation d'une chaîne de  renseignements dans le sud de la France permettant d'avoir des informations sur le mouvement des troupes allemandes.

## Vie personnelle
Il a quatre enfants avec Marie-Charlotte Martel.

## Pour approfondir